# Мокшанські прізвища
Мокшанські прізвища — прізвища, що поширені серед угро-фінського народу Росії мокшан.

## Утворення прізвищ
Мордовські прізвища утворені за російським народним зразком формантами присвійних прикметників -ов (-єв, -ев) від основ на твердий приголосний та -ін, -ин від основ з фінальним -а: Кудаш — Кудашев, Кудашко — Кудашкін.
Етимологічні дослідження мордовських прізвищ роблять лише перші кроки. Також сама лексика мордовських мов ще мало вивчена, а лексика раніше XVI сторіччя, взагалі, майже невідома. Саме прізвища приховують у собі забуті старовинні мордовські слова. Важливими для вивчення також є мордовські прізвища поза межами Мордовії, бо 72 % всієї мордви живуть за межами республіки Мордовія.

### Прізвища «по-батькові»
Майже всі мордовські прізвища виникали від особистих чоловічих імен по батькові. Ще у середині 19 сторіччя за переписними книгами у ерзян зберігалися тимчасові «прізвища по-батькові», що змінювалися вже у їх дітей, відповідно до імен їх батьків. Тільки привілейовані верстви мордви (мордовські мурзи) носили прізвища.
Основи чоловічих особистих імен можливо інтерпретувати безпосереднє зі слів ерзянської мови. Відрізнялися форми одних й тих самих особистих імен, тому прізвища, що утворилися від них були ще строкатішими. Безпосередньо, з прізвиськового слова, що лежить в основі прізвища, прізвища не утворювалися. Наприклад:
- прізвище Піняев походить від особистого імені Піняй, основа якого піне, що має значення «собака»;
- прізвища Кірдябін, Кірдяєв, Кірдяшкін походять від по-батькові чоловічих особистих імен Кірдяпа, Кірдяй, Кірдяшка у основі яких лежить «кірді» — «терплячий».

Примітивні прізвища по-батькові, з яких виникали прізвища мордви, можна звести до 4 груп:
1. З мордовських дохристиянських особистих імен: Аржаєв від Аржай (аржо — «шрам, зазубрина»), Вечканов від Вечкан (з вечкєлс — «любити, поважати»). Прізвища з мордовськими мовними основами охоплюють приблизно 40 % мордви (кількісні коливання великі — 30-50 %).
2. З канонічних особистих імен, принесених православною церквою (їх називають «календарними»). Церковне ім'я не часто вживали у його повній формі. У повсякденній мові воно приймало усілякі похідні форми: рідко Федоров, частіше Федькін, Федюнін та інші, майже ніколи Афанасьєв, але Афонькін. Нерідко у прізвищі важко дізнатися ім'я, якому воно зобов'язане своїм походженням, наприклад Ларькін — з Іларіон. Прізвища з основами з канонічних імен охоплюють 25-30 % мордовських прізвищ.
3. З російських прозивних слів (Кузнєцов, Трєтьяров, Кочетков та інші, звичайно, теж від особистих імен; Кузнєц — ковалів син — Кузнєцов). Поширеність прізвищ цієї групи — 30–35 % мордви.
4. З імен тюркомовного походження, а також мусульманських особистих імен інших (арабської або іранських) мов, наприклад: Булаткін, Карабаєв, Ісламкін, Арасланкін). Залежно від розселення татар чисельність таких прізвищ у мордви коливається від одиничних випадків до 5-6 %.

### Запозичені прізвища
Переважають запозичення з інших мов, що мають зовнішню схожість з мордовськими іменами, наприклад з формантом -ай, з якими запозичені прізвища Ісайкін й Агєйкін, що зустрічаються серед Мордви частіше ніж поширені російські Іванов й Васильєв. Перейнято російські прізвища (Єрошкін, Тараскін) через їхню подібність до утворених з мордовських особистих імен прізвищ додачею суфіксів -ш, -с. Подібним чином російське ім'я Олексій та прізвища від нього адаптовано до мордовських через типове мордовське поєднання приголосних «кс» та ерзянське «локсей» — либідь. Запозичено російські імена. З розповсюджених або прозивних імен, що не використовувалися росіянами для утворення прізвищ, були утворені мовними інструментами певно поширені прізвища (Пєтряйкін, Стєпайкін, Дєвятайкін, Дурнайкін).

### Прізвища нищівної форми
На Московщині з XVI сторіччя встановлена сувора обов'язкова соціальна форма іменування прізвищами з нищівним суфіксом -ка для осіб у пригніченому та гнобленому стані. Тепер нараховується до 4-7,5 % російських прізвищ з таким суфіксом. До мордви цю норму нищівної форми прізвищ застосували пізніше ніж до московського народу. Так серед мордви з'явилися безліч прізвищ з закінченням -кін (Кудашкін, Піняйкін та інші). Поширення таких прізвищ серед мордви пояснюється наявність угро-фінського суфіксу -кка у значенні обмеженості, приналежності до певної групи (на нього вказав Б. О. Сєребренніков), з яким змішався запозичений російський суфікс -ка.

## Список мокшанських прізвищ

### А
- Авєрясов; Мордовія (економіст, податківець Олексій Авєрясов нар. 1949 у селі Кішали Атюрьєвського району Мордовії);
- Автєйкін; Мордовія (вчитель Ганна Автєйкіна нар. 1935 у селі Шадимо-Рискіно Інсарського району Мордовії);
- Азиркін; Мордовія (ветеран НРВ Михайло Азиркін, 1921—2002, нар. у селі Кочетовка Інсарського району Мордовії);
- Акашкін: Мордовія (В'ячеслав Павлович Акашкін нар. 1937 у селі Тємяшево Старошайговського району Мордовії, артист);
- Алєксандров; Мордовія (політолог Микола Алєксандров нар. 1933 у селі Широмасово Теньгушевського раону Мордовії);
- Алєксєнцев; Мордовія (герой Соц. праці Ніна Алєксєнцева нар. 1940 у селі Нароватово Теньгушевського району Мордовії);
- Андін; Мордовія (с.-г. керівник Іван Андін нар. 1949 у селі Красновка Атюр'євського району Мордовії);
- Антясов; Мордовія (герой СРСР Михайло Антясов 1906—1989 з села Пайово Калошкінського району Мордовії);
- Арапов; Мордовія (рад.-компарт. діяч Семен Арапов 1898—1975 нар. у селі Мамолаєво Ковилкінського району Мордовії);
- Ардеєв; Пензенська область (Василь Віард (Ардеєв) 1907—1973 з Мордовської Муромки (Мокшень Муромка) Мокшнаського району Пензенської області, письменник у 1937—1956 роках репресований);
- Атмакін (Геннадій Васильович Атмакін нар. 1965, греко-римський борець);
- Атянін; Мордовія (Федор Семенович Атянін 1910—1975 з села Мокшень Муровка Мокшанського району Мордовії, письменник);
- Атясов; Самарська область (хірург Микола Атясов 1926—2001 нар. в селі Узюково Новобуянського району Самарської області);

### Б
- Байков; Мордовія (к.філософ.н. Євген Байков нар. 1933 Нижнє Мамангіно Ковилкинського району Мордовії; заслуж. вчитель Варвара Байкова 1932 нар. у селі Кажлодка Торбеєвського району Мордовії);
- Балашов; Мордовія (історик, етнограф, д.і.н. Віктор Балашов 1937-1997 з села Зарубкіно Зубово-Полянського району Мордовії);
- Бараєв; Мордовія (Тихон Бараєв 1887-1918 село Широмасово Теньгушевського району Мордовії; встановив радянську владу у Темніковському повіті);
- Барсов (вчитель, краєзнавець Микола Барсов 1835-1904 з села Ізосімово (Засімовка) Краснослободського повіту);
- Басалаєв;
- Бєбан (Бябін); Мордовія (Максим Афанасович Бєбан (Бябін) 1913-1986 з села Кєретіно Ковилкінського району Мордовії);
- Безбородов; Мордовія (Михайло Ілліч Безбородов 1907-1935 з села Старі Пічингуши Єльніковського району Мордовії, поет);
- Бєляєв; Мордовія (партійний працівник Єгор Бєляєв 1926-1997 з села Нижні Виселки Зубово-Полянського району Мордовії; етнограф Надєжда Бєляєва нар. 1950 у селі Польське Цибаєво Темніковського району Мордовії; хірург Олександр Бєляєв нар. 1950 у селі Нижні Виселки Зубово-Полянського району Мордовії);
- Бєляйкін; Мордовія (партійний працівник Олександр Бєляйкін 1923-1997 село Потякши Красносолободського району Мордовії);
- Бичков; Мордовія (Михайло Бичков нар. 1921 у селі Куліковка Рузаєвського району Мордовії,  журнвліст письменник і поет);
- Бірюков; Мордовія (компартієць Микола Бірюков 1944 село Мордовське Коломасово Ковилкінського району Мордовії);
- Бондяков; Мордовія (репресований мовознавець Іван Бондяков 1896-1938 с Корсаєвка Пензенсбкої губернії
- Бормусов; Мордовія (будівельник Юрій Бормусов нар 1937 у селі Салазгор Торбеєвського району Мордовії);
- Борисов; Мордовія (герой соц праці Пелагея Борисова нар. 1931 у селі Пічпанда Зубово-Полянського району Мордовії);
- Булавкін; Мордовія (вчителька Єфімія Булавкіна нар. 1934 у селі Єжовка Ковилкінського району Мордовії);
- Букін; Мордовія (правознавець Михайло Букін 1922-2000 з села Журавкіно Зубово-Полянського району Мордовії);
- Булдижов; Мордовія (Федір Булдижов нар. 1945 у селі Умьот Зубово-Полянського району Мордовії);

### В
- Вєдяков; Мордовія (Поліна Вєдякова нар. 1924 село Кажлодка Торбеєвського району Мордовії, вчителька);
- Вєльматов; Мордовія (Анатолій Вєльматов нар. 1957 село Вєртєлім Старошайговського району Мордовії, зоолог д.с.-г.н.);
- Вєрещагін, Верещагін; Мордовія (Олег Вєрещагін нар. 1977 місто Саранськ у Мордовії, баяніст);
- Вєсєньєв; Мордовія (Тамара Вєсєньєва нар. 1951 у селі Ковилкіно у Мордовії, акторка);
- Відясов; Мордовія (Федір Відясов 1913—1993 з села Куліковка Рузаєвського району Мордовії, дипломат);
- Вішняков; Мордовія (Іван Вішняков нар. 1928 у сельці Баркі Ковилковського району Мордовії, генерал-майор міліції);
- Волков; Мордовія (Володимир Волков нар. 1951 у селі Мордовські Полянки Краснослободського району Мордовії, юрист; Дмитро Волков 1920—1996 з села Анаєво Зубово-Полянського району Мордовії, герой СРСР генерал-майор);

### Г
- Гангаєв; Мордовія (Олексій Гангаєв нар. 1917 у селі Мордовський Пімбур Зубово-Полянського району Мордовії; герой Радянського Союзу);
- Гідаєв; Самарська область (Сергій Гідаєв 1901—1995 з села Стара Бінарадка Красноярського району Самарської області, радянський-партійний діяч);
- Грачов; Мордовія (Василь Грачов нар. 1947 у селі Ускляй Рузаєвського району Мордовії, механізатор);
- Гуляєв; Мордовія (Микола Гуляєв 1914—1988 з міста Краснослободськ Мордовії, літературознавець д.філолог.н.);
- Гудожніков; Мордовія (Віктор Гудожников нар. 1949 у селі Старе Бадіково Зубово-Полянського району Мордовії, актор);
- Гуреєв; Мордовія (Михайло Гуреєв нар. 1921 у селі Курніно Ковилкінського району Мордовії, Герой СРСР);

### Д
- Дєвін; Мордовія (Ілля Дєвін 1922—1998 з села Стара Тєризморга Старошайговського району Мордовії, поет і письменник);
- Дєв'ятаєв; Мордовія (Михайло Дев'ятаєв 1917—2002 з селища Торбеєво Торбеєвського району Мордовії, герой СРСР; Федір Дєв'ятаєв нар. 1957 у селі Кішали Атюр'євського району Мордовії, міністр юстиції);
- Дев'яткін; Мордовія (Тетяна Дєв'яткіна нар. 1953 у селі Стара Тєризморга Старошайговського району Мордовії, фолькльорист);
- Дорожкін; Мордовія (Олександо Дорожкін нар. 1946 у Саранську, радіофізик і філософ, д.ф.н.; Михайло Дорожкін 1915—1993 з села Старе Шайгово Старошайговського району Мордовії, історик к.і.н.);
- Дорофеєв; Мордовія (Захар Дорофеєв 1890—1952 з села Салазгорь Торбеєвського району Мордовії, поет, перекладач, просвітник й основопокладач мокшанської літератури; Іван Дорофеєв 1907—1980 з села Салазгорь Торбеєвського району Мордовії, компарт.-господ. діяч);
- Дурнов; Мордовія (Федір Дурнов (Федір Парапін) 1921—1944 з села Парапіно Ковилкінського району Мордовії, поет і перекладач, загинув в Україні);
- Дьомін; Мордовія (Микола Дьомін 1922—1968 з селища Вольний Єльніковського району Мордовії, герой СРСР);
- Дюдяєв; мордовія (Микола Дюдяєв нар. 1940 у селі Нижній Усад Рузаєвського району Мордовії, економіст);

### Є
- Євішев; Мордовія (Григорій Євішев 1912-1976 з села Адашево Кадошкинського району Мордовії, герой СРСР);
- Єгоров; Мордовія (Володимир Єгоров нар. 1954 у селі Нижні Вєрхісси Інсарського району Мордовії, підприємець к.е.н.);
- Єжов; Мордовія (Анатолій Єжов нар. 1941 у селі Подлясово Зубово-Полянського району Мордовії, поет, письменник);
- Єльмеєв; Мордовія (Василь Єльмеєв нар. 1928 у селі Сунгар'є Рузаєвського району Мордовії, філософ, соціолог д.ф.н.; Григорій Єльмеєв 1906-1941 з села Сузгар’є Рузаєвського району Мордовії, поет);
- Єніватов; Мордовія (Василь Єніватов нар. 1948 у селі Стандрово Теньгушевського району Мордовії, генерал-майор; Іван Єніватов нар. 1945 у селі Стандрово Теньгушевського району Мордовії, краєзнавець);
- Єрьомін; Мордовія (Павло Єрьомкін нар. 1955 у селі Волгапіно Ковилкінського району Мордовії, юрист, керівник);
- Єрмолаєв; Москва (Геннадій Єрмолаєв 1934-2001 з Москви, інженер автодорожного транспорту);
- Єрмошкін; Мордовія (Василь Єрмошкін нар. 1928 у сельці Духонькіно Атьюревського району Мордовії, герой Соц. праці);
- Єрофеєв; Мордовія (Володимир Єрофеєв нар. 1954 у селі Пєрхляй Рузаєвського району Мордовії; інженер-будівельник, д.т.н.; Петро Єрофеєв 1933 у селі Перхляй Рузаєвського району Мордовії, парт.-профспілк. діяч, Заслуж. робітник освіти МРСР);
- Єршков; Мордовія (Ілларіон Єршков 1906-1972 з села Шокша Теньгушевського району Мордовії, герой соц. праці, з 1925 року на Донбасі у Кадіївці; Микола Єршков 1944 у селі Сузгар’є Рузаєвського району Мордовія, художник декор.-приклад. мистецтва);

### Ж
- Жерньов; Мордовія (Федір Жерьонов нар. 1941 у селі Салазгорь Торбеєвського району Мордовії, герой соц. праці);
- Жувайкін; Мордовія (Анісья Жувайкіна нар. 1933 у селі Нижня Муравьйовка Рузаєвського району Мордовії; Засл. будів. МАРСР, маляр);

### З
- Завалішин; Челябінська область (Олександр Завалішин (О. Мордвін), мокша з козацької родини, 1891-1939 з селища Кулєвчи Варненського району Челябінської області, письменник, репресовано; Федір Завалішин мокша з козацької родини, 1896-1926 з селища Кулєвчи Варненського району Челябінської області, поет, письменник, уклав мокшанський буквар);

### І
- Іванов; Мордовія (Борис Іванов 1911-1993 з села Арбузовка Інсарського району Мордовії, учасник Параду Перемоги у Москві);
- Івашкін; Мордовія (Василь Івашкін нар. 1930 у селі Мордовсько-Маскінські Висєлкі Єльніковського району Мордовії, історик к.і.н. доцент; Серафім Івашкін нар. 1918 у селі Мордовське Маскіно Краснослободського району Мордовії, історик д.і.н. професор);
- Ікомасов;
- Ількаєв; Іркутська область (Радій Ількаєв нар. 1938 у Іркутську, фізик д.т.н.);
- Імяреков; Мордовія (Михайло Імяреков нар. 1936 у сельці Лєпченка Єльніковського району Мордовії, поет, літературознавець, критик к.філолог.н.);
- Ісаєв; Мордовія (Василь Ісаєв нар. 1946 у селі Пєрхляй Рузаєвського району Мордовії, компарт.-госп. діяч);

### К
- Калташкін[1]
- Кіріндясов

### П
- Парваткін[2]
- Пінаєв
- Полаткін;

### Ш
- Шарипкін

## Дивиться також
- Ерзянські прізвища